# Đạt phước
Đạt phước (danh pháp khoa học: Millingtonia hortensis) là một loài thực vật có hoa trong họ Chùm ớt. Loài này được L.f. mô tả khoa học đầu tiên năm 1782.

## Hình ảnh

in Hyderabad, India.
in Hyderabad, India.
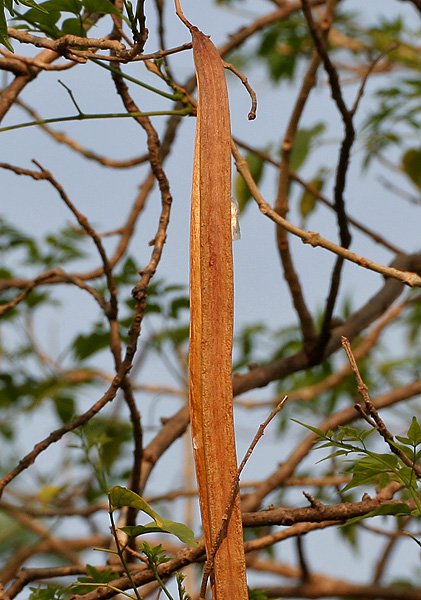
in Hyderabad, India.
in Hyderabad, India.
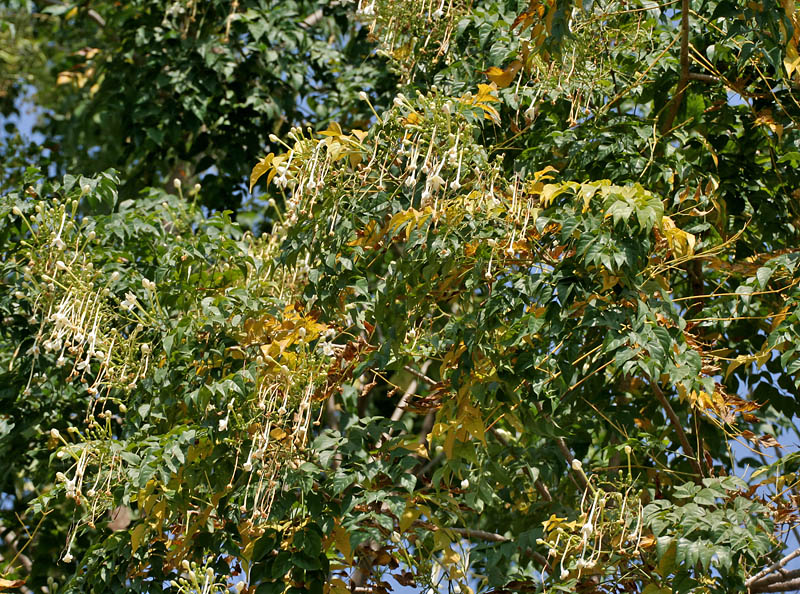
in Hyderabad, India.
in Hyderabad, India.